# 丁盛世
丁盛世（1507年—1562年），字子逢，號東泉，山東兖州府壽張縣人，軍籍，明朝政治人物。

## 生平
嘉靖二十二年（1543年）癸卯科山東鄉試第三十五名舉人。嘉靖三十二年（1553年）中式癸丑科會試第一百三十九名，三甲第二百九十名進士。吏部观政，授户部浙江司主事，监管通州仓，出纳惟允。丁母忧，起复工部營繕司主事。又丁父忧，起补南京户部河南司主事。嘉靖四十一年（1562年），浙江粮运丛脞，加员外郎，特授举劾权，星驰受事，入境肃然。积劳成疾，卒于嘉兴官署，享年五十六。

## 家族
曾祖丁恕；祖父丁泰；父丁克明，山西臨汾訓導。母劉氏。弟治世、安世。第三子丁煌，万历元年山东乡试举人，任泰安知县，后调怀仁知县，娶嘉靖八年进士赵鲲次女为妻。